# 김광선 (권투 선수)
김광선(金光善, 1964년 6월 8일~)은 대한민국의 권투 선수, 지도자이며, 1988년 하계 올림픽 남자 복싱 플라이급에서 금메달을 획득했다. 은퇴 후에는 권투 도장을 운영하고 있으며, 얼마 전까지는 KBS 권투 해설가를 맡고 있었다.

## 생애
전라북도 군산시 출신이며, 한양공업고등학교. 동국대학교 체육학과 졸업했는데 군산동중을 다니던 도중 형의 권유 아래 서울로 전학을 갔다. 1984년 로스앤젤레스 올림픽에 출전하였으나 1회전에서 탈락하였다. 2년 후 1986년 서울 아시안 게임 플라이급에서 금메달을 획득하였으며, 1988년 서울 올림픽 플라이급에서도 금메달을 획득하였다. 1990년에는 프로로 전향, 1992년 세계복싱평의회(WBC) 플라이급 챔피언 도전하였으며 프로 전적은 8전 6승 2패이다. 현재 이스턴오에스엠유 대표이다. 2008년 제1회 함평세계나비곤충엑스포 홍보대사로 임명되었다.
한편, 이동석 전 세한대학교 야구부 감독과 대학교 동창이며 이동석 전 감독은 당초 익산 황등남초등학교에 다녔으나 이 학교 야구부 해체와 함께 본인(김광선)의 모교인 군산남초등학교로 전학갈 예정이었지만 군산초등학교로 방향을 전환했고 본인(김광선)과 잠시 같은 중학교(군산동중)를 다녔으나 본인(김광선)은 군산동중을 다니던 도중 형의 권유 아래 서울 동북중학교로 전학갔다.